# Franz von Paula Schrank
Franz Paula von Schrank (Varnbach, perto de Schärding, 21 de agosto de 1747 – Munique, 22 de dezembro de 1835) foi um jesuíta e naturalista alemão.

## Obras
- Beiträge zur Naturgeschichte (Augsburg, 1776)
- Vorlesungen über die Art die Naturgeschichte zu studieren (Ratisbohn, 1780)
- Enumeratio insectorum Austriæ indigenorum (Wien, 1781)
- Anleitung die Naturgeschichte zu studieren (München, 1783)
- Naturhistorische Briefe über Österreich, Salzburg, Passau und Berchtesgaden with Karl Maria Erenbert Freiherr von Moll, Salzburg, 1784–1785)
- Anfangsgründe der Botanik (München, 1785)
- Baiersche Reise … (1786)
- Verzeichnis der bisher hinlänglich bekannten Eingeweidewürmer, nebst einer Abhandlungen über ihre Anverwandschaften (München, 1787)
- Bayerische Flora (München, 1789)
- Primitiæ floræ salisburgensis, cum dissertatione prævia de discrimine plantarum ab animalibus (Frankfurt, 1792)
- Abhandlungen einer Privatgesellschaft vom Naturforschern und Ökonomen in Oberteutschland (München, 1792)
- Anfangsgründe der Bergwerkskunde (Ingolstadt, 1793)
- Reise nach den südlichen Gebirgen von Bayern, in Hinsicht auf botanische und ökonomische Gegenstände (München, 1793)
- Fauna Boica Vol 3 (Nürnberg, 1803)
- Flora monacensis (München, 1811–1820)
- Plantæ rariores horti academici Monacensis descriptæ et iconibus illustratæ (1819)
- Sammlung von Zierpflanzen (1819)
- Entomologische Beobachtungen Naturforscher Stück 24, 60-90. (1789)
- Enumeratio insectorum Austriae indigenorum Francisci de Paula Schrank. Augustae Vindelicorum : Klett et Franck, 1781. 548 pp. (1781) (checklist)
- Sammlung naturhistorischer und physikalischer Aufsäze,hrsg. von Franz von Paula Schrank. Nürnberg, Raspe, 1796.xvi, 456 p. 7 plates (part fold.) online